# 斯凱爾頓冰川

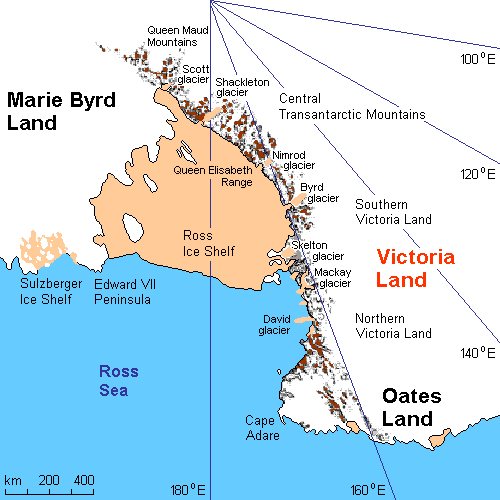

斯凱爾頓冰川（英語：Skelton Glacier）是南極洲的冰川，位於維多利亞地南部，最終注入羅斯冰架，該冰川由新西蘭探險隊命名，是該團隊從羅斯冰架前往南極高原的途徑。